# Vathýlakkos (ort i Grekland, Mellersta Makedonien)
Vathýlakkos är en ort i Grekland.   Den ligger i prefekturen Nomós Thessaloníkis och regionen Mellersta Makedonien, i den norra delen av landet, 300 km norr om huvudstaden Aten. Vathýlakkos ligger 101 meter över havet och antalet invånare är 2 218.
Terrängen runt Vathýlakkos är huvudsakligen platt, men åt nordost är den kuperad. Runt Vathýlakkos är det ganska tätbefolkat, med 86 invånare per kvadratkilometer. Närmaste större samhälle är Koufália, 11,5 km väster om Vathýlakkos. Trakten runt Vathýlakkos består till största delen av jordbruksmark.